# Modra
Modra (Hongaars: Modor) is een Slowaakse gemeente in de regio Bratislava, en maakt deel uit van het district Pezinok.
Volgens de volkstelling van 2011 had Modra 8751 inwoners, waarvan 49,6% Rooms-Katholiek, 20,3% Evangelisch en 17,8% onkerkelijk.
In Modra werkte de nationalist, schrijver en taalkundige Ľudovít Štúr (1815-1856). Het huis waar hij gestorven is is als museum ingericht.
Modra is bekend vanwege haar wijnproductie en majolica.